# Суходоли (Підляське воєводство)
Суходоли (пол. Suchodoły) — село в Польщі, у гміні Єленево Сувальського повіту Підляського воєводства.
Населення — 63 особи (2011).
У 1975-1998 роках село належало до Сувальського воєводства.

## Демографія
Демографічна структура станом на 31 березня 2011 року:
|          | Загалом | Допрацездатний вік | Працездатний вік | Постпрацездатний вік |
| -------- | ------- | ------------------ | ---------------- | -------------------- |
| Чоловіки | 35      | 7                  | 23               | 5                    |
| Жінки    | 28      | 4                  | 15               | 9                    |
| Разом    | 63      | 11                 | 38               | 14                   |